# Philippe Forest
Philippe Forest (Parigi, 1962) è uno scrittore e saggista francese.

È tradotto in Italia da Gabriella Bosco, francesista che,  studiosa delle scritture in prima persona, ha stretto con lui un rapporto di collaborazione sul piano della ricerca scientifica e accademica.

## Biografia
Diplomato all'Institut d'études politiques de Paris e dottore in lettere, ha insegnato per sette anni letteratura francese in diverse università inglesi (Cambridge, Saint Andrews).
Attualmente è professore di letterature comparate all'Università di Nantes.
È critico letterario, cinematografico e d'arte, ed autore di numerosi saggi dedicati alla letteratura e alla storia delle correnti d'avanguardia. Collabora inoltre con diverse riviste quali L'Infini, Art Press e Le Monde des Livres.

## I suoi scritti
Parte dei suoi scritti è contrassegnata dal tema della scomparsa del bambino, essendo sua figlia morta di cancro all'età di quattro anni; questa tematica figura in L'enfant éternel, Toute la Nuit (Per tutta la notte) e in Tous les enfants sauf un (Tutti i bambini tranne uno).
Ha fatto un lungo viaggio in Giappone con l'obiettivo di rompere col passato. In Sarinagara evoca questo tema attraverso la cultura di tre artisti giapponesi, tra cui Natsume Sōseki. Il suo scopo è quello di rendere sensibile la loro opera, ciò che hanno in comune, lontano da un esotismo fittizio. Il suo stile ricorda quello di Tatsuo Hori.

## Opere
Romanzi
- Tutti i bambini tranne uno, Alet, 2005
- Per tutta la notte, Alet, 2006
- Sarinagara (Prix Décembre), Alet, 2008
- L'amore nuovo, Alet, 2009.
- Il gatto di Schrödinger, Del Vecchio Editore, 2014, su delvecchioeditore.com. URL consultato il 27 novembre 2014 (archiviato dall'url originale il 5 dicembre 2014).
- Piena, Fandango, 2018.

Saggi
- Philippe Sollers, Seuil, 1992
- Camus, Marabout, 1992
- Le Mouvement surréaliste, Vuibert, 1994
- Textes et labyrinthes: Joyce, Kafka, Muir, Borges, Butor, Robbe-Grillet, éd. Inter-universitaires, 1995
- Histoire de Tel Quel, Seuil, 1995
- Oé Kenzaburô, Pleins Feux, 2001
- Le roman, le je, Pleins Feux, 2001
- Près des acacias, l'autisme, une énigme (avec des photos d'Olivier Menanteau), Actes Sud/ 3CA, 2002
- Raymond Hains, uns roman, Gallimard 2004
- La beauté du contresens et autres essais sur la littérature japonaise (Allaphbed 1), Cécile Defaut, 2005
- De Tel Quel à L'Infini, nouveaux essais (Allaphbed 2), Cécile Defaut, 2006
- Le Roman, le réel et autres essais (Allaphbed 3), Cécile Defaut, 2007